# Siarhei Shundzikau
Siarhei Shundzikau, también transliterado como Serguei Shundikov –en bielorruso, Сяргей Шундзікаў; en ruso, Сергей Шундиков– (Novaya Guta, 10 de julio de 1981), es un deportista bielorruso que compitió en judo. Ganó una medalla de plata en el Campeonato Mundial de Judo de 2009 y dos medallas en el Campeonato Europeo de Judo, oro en 2006 y plata en 2007.

## Palmarés internacional
| Campeonato Mundial | Campeonato Mundial      | Campeonato Mundial | Campeonato Mundial |
| Año                | Lugar                   | Medalla            | Categoría          |
| ------------------ | ----------------------- | ------------------ | ------------------ |
| 2009               | Róterdam (Países Bajos) | Medalla de plata   | –81 kg             |
| Campeonato Europeo |                         |                    |                    |
| Año                | Lugar                   | Medalla            | Categoría          |
| 2006               | Tampere (Finlandia)     | Medalla de oro     | –81 kg             |
| 2007               | Belgrado (Serbia)       | Medalla de plata   | –81 kg             |